# Понтони (Латина)
Понтони је насеље у Италији у округу Латина, региону Лацио.
Према процени из 2011. у насељу је живело 290 становника. Насеље се налази на надморској висини од 79 м.